# Équipe de France féminine de basket-ball en 2003
En cette année 2003, l’équipe de France termine 5e du championnat d'Europe  en Grèce

## Les matches
| Date              | Lieu     | Adversaire           | Score   | Compétition | Meilleures marqueuse (France)         |
| 22 août 2003      | Lorient  | Belgique             | V 94-62 | A           | Cathy Melain (20)                     |
| 23 août 2003      | Lorient  | Slovaquie            | V 79-67 | A           | Cathy Melain (28)                     |
| 24 août 2003      | Lorient  | Pologne              | V 87-69 | A           | Cathy Melain (24)                     |
| 2 septembre 2003  | Grenoble | Hongrie              | V 78-51 | A           | Nicole Antibe (18)                    |
| 3 septembre 2003  | Grenoble | Russie               | D 64-63 | A           | Cathy Melain (15)                     |
| 4 septembre 2003  | Grenoble | Australie            | V 70-68 | A           | Cathy Melain (18)                     |
| 12 septembre 2003 | Pyrgos   | Slovaquie            | V 73-54 | A           | Audrey Sauret (15)                    |
| 13 septembre 2003 | Pyrgos   | Belgique             | V 78-54 | A           | Cathy Melain (16)                     |
| 14 septembre 2003 | Pyrgos   | Grèce                | D 71-61 | A           | Cathy Melain (14)                     |
| 19 septembre 2003 | Pyrgos   | Israël               | V 91-55 | CE          | Sandra Le Dréan (16)                  |
| 20 septembre 2003 | Pyrgos   | Serbie-et-Monténégro | D 70-68 | CE          | Nathalie Lesdema (18)                 |
| 21 septembre 2003 | Pyrgos   | Pologne              | V 79-66 | CE          | Nathalie Lesdema (28)                 |
| 23 septembre 2003 | Pyrgos   | République tchèque   | D 85-73 | CE          | Cathy Melain et Audrey Sauret (19)    |
| 24 septembre 2003 | Pyrgos   | Grèce                | V 75-70 | CE          | Sandra Le Dréan et Audrey Sauret (20) |
| 26 septembre 2003 | Patras   | Russie               | D 79-66 | CE          | Cathy Melain (19)                     |
| 27 septembre 2003 | Patras   | Serbie-et-Monténégro | V 83-61 | CE          | Audrey Sauret (22)                    |
| 28 septembre 2003 | Patras   | Belgique             | V 94-75 | CE          | Cathy Melain (30)                     |

D : défaite, V : victoire
A : match amical, CE : EuroBasket 2003

## L'équipe
- Sélectionneur : Alain Jardel
- Assistants :

| Poste | Joueuse            | Nombre matchs | Nombre points | Club(s) 2003         |
| -     | Nicole Antibe      | 17            | 208           | USVO Valenciennes    |
| -     | Sandra Dijon       | 16            | 18            | CJMBB Bourges        |
| -     | Céline Dumerc      | 16            | 36            | Tarbes Gespe Bigorre |
| -     | Bénédicte Fombonne | 3             | 2             | Villeneuve-d'Ascq    |
| -     | Élodie Godin       | 16            | 50            | Centre fédéral       |
| -     | Émilie Gomis       | 15            | 22            | Tarbes Gespe Bigorre |
| -     | Edwige Lawson      | 17            | 79            | USVO Valenciennes    |
| -     | Sandra Le Dréan    | 15            | 156           | USVO Valenciennes    |
| -     | Nathalie Lesdema   | 17            | 172           | La Spezia            |
| -     | Cathy Melain       | 17            | 264           | CJMBB Bourges        |
| -     | Emmeline NDongue   | 15            | 22            | CJMBB Bourges        |
| -     | Sabrina Reghaissia | 7             | 13            | Villeneuve-d'Ascq    |
| -     | Audrey Sauret      | 17            | 234           | USVO Valenciennes    |
| -     | Claire Tomaszewski | 12            | 12            | USVO Valenciennes    |
| -     | Dominique Tonnerre | 7             | 20            | Tarbes Gespe Bigorre |

## Sources et références
- CD-rom : 1926-2003 Tous les matchs des équipes de France édité par la FFBB.